# クルバ (ヤロスラヴリ州)
クルバ（ロシア語: Курба）はロシア・ヤロスラヴリ州ヤロスラヴリ地区(ru)の村（セロ）である。州都ヤロスラヴリからは南西に20kmの位置にある。人口は2017年の時点で1417人。
15 - 16世紀には、ヤロスラヴリ公家に連なる貴族（クルブ（プ）スキー家(ru)）の世襲領となっていた。1895年には村立図書館が開館した。これはヤロスラヴリ県(ru)（グベールニヤ）で最初の村立図書館の1つであった。1944年から1957年まではクルバ地区(ru)の行政中心地だった（クルバ地区は1957年にヤロスラヴリ地区などに改編）。